# New-York-City-Marathon 1987
Der New-York-City-Marathon 1987 war die 18. Ausgabe der jährlich stattfindenden Laufveranstaltung in New York City, Vereinigte Staaten. Der Marathon fand am 1. November 1987 statt.
Bei den Männern gewann Ibrahim Hussein in 2:11:01 h und bei den Frauen Priscilla Welch in 2:30:17 h.

## Ergebnisse

### Männer
| Platz | Athlet            | Land                   | Zeit (h) |
| ----- | ----------------- | ---------------------- | -------- |
| 01    | Ibrahim Hussein   | Kenia                  | 2:11:01  |
| 02    | Gianni Demadonna  | Italien                | 2:11:53  |
| 03    | Peter Pfitzinger  | Vereinigte Staaten     | 2:11:54  |
| 04    | Pat Petersen      | Vereinigte Staaten     | 2:12:03  |
| 05    | Tommy Ekblom      | Finnland               | 2:12:31  |
| 06    | Orlando Pizzolato | Italien                | 2:12:50  |
| 07    | Bogusław Psujek   | Polen                  | 2:13:38  |
| 08    | Mirko Vindis      | Jugoslawien            | 2:13:39  |
| 09    | Hugh Jones        | Vereinigtes Königreich | 2:14:05  |
| 10    | Greg Meyer        | Vereinigte Staaten     | 2:14:31  |

### Frauen
| Platz | Athletin          | Land                   | Zeit (h) |
| ----- | ----------------- | ---------------------- | -------- |
| 01    | Priscilla Welch   | Vereinigtes Königreich | 2:30:17  |
| 02    | Françoise Bonnet  | Frankreich             | 2:31:22  |
| 03    | Jocelyne Villeton | Frankreich             | 2:32:03  |
| 04    | Ria Van Landeghem | Belgien                | 2:32:38  |
| 05    | Karolina Szabó    | Ungarn                 | 2:34:58  |
| 06    | Ágnes Sipka       | Ungarn                 | 2:35:26  |
| 07    | Laurie Crisp      | Vereinigte Staaten     | 2:36:01  |
| 08    | Monika Schäfer    | BR Deutschland         | 2:37:40  |
| 09    | Robyn Root        | Vereinigte Staaten     | 2:37:57  |
| 10    | Nelly Aerts       | Belgien                | 2:38:18  |